# Siteroptes morellae
Siteroptes morellae är en spindeldjursart som först beskrevs av Rack 1975.  Siteroptes morellae ingår i släktet Siteroptes och familjen Siteroptidae. Inga underarter finns listade i Catalogue of Life.